# 折田平内
折田 平内（おりた へいない、1847年1月23日（弘化3年12月7日） - 1905年（明治38年）5月6日）は、明治時代の日本の政治家。薩摩藩士。開拓大書記官、内務書記官、警視総監を務め、山形県令、福島・栃木・広島・滋賀県知事など多くの官選知事を歴任。後に貴族院勅選議員となる。

## 生涯
薩摩国鹿児島城下山下町（現在の鹿児島県鹿児島市山下町）に生まれる。勤皇を志して、 諸国の名士と交流を持ち、黒田清隆の門下であった。1872年12月に開拓使八等出仕となる。1872年8月に開拓大主典、1873年10月に七等出仕となり、1875年8月8日に開拓幹事。1877年1月に開拓権少書記官となり、翌1878年11月に権大書記官となる。
開拓使廃止後、1882年に内務大書記官となり、同年7月から1883年7月まで山形県令、その後福島県知事に任ぜられる。1888年10月に三島通庸の後の警視総監となる。三島と同じ薩摩人であったからとも、関係の深い黒田清隆が首相に就いたためともいわれる（黒田が退陣すると折田も警視総監を辞職した）。1889年12月24日から1894年1月20日まで栃木県知事、1896年4月23日から1897年4月7日まで広島県知事、1897年4月7日から1899年4月7日まで滋賀県知事を歴任する。1900年5月8日、錦鶏間祗候に任じられた。
その他、1894年1月23日に貴族院議員に勅選され、在任中の1905年5月6日に死去した。享年60。

## 栄典・受章・受賞
位階
- 1900年（明治33年）8月20日 - 正四位[6]

勲章等
- 1889年（明治22年）
  - 6月19日 - 勲三等瑞宝章[7]
  - 11月25日 - 大日本帝国憲法発布記念章[8]
- 1898年（明治31年）12月28日 - 勲二等瑞宝章[9]

## 人物
『地方長官人物評』を著した大岡力の人物評は、
「氏為人温厚絶て圭角なし・・・県令として、知事として、警視総監として、赫然一方面の顕職に当たれりと雖も、其の間音もなく、香もなく、寂々寥々も成績の見るべきなし、唯だ尨然たる身体肥満せる顔色の中に、厚顔無為の趣と存するのみ」である。
福島県知事時代、中学校令の公布により県に中学は1校しか認められなくなった。このため会津地域に中学を再建するよう尽力し、設立趣意書を起草。明治天皇からの下賜金を含め、寄付金5万円弱が集まり、旧会津藩校・日新館の流れをくむ私立会津中学が設立された。